# Copa da Escócia de 1921–22
A Copa da Escócia de 1921-22 foi a 44º edição do torneio mais antigo do futebol da Escócia. O campeão foi o Greenock Morton F.C., que conquistou seu 1º título na história da competição ao vencer a final contra o Rangers F.C., pelo placar de 1 a 0.

## Premiação
| Copa da Escócia de 1921-22               |
| Escócia                                  |
| ---------------------------------------- |
| Greenock Morton F.C. Campeão (1º título) |